# Парижки мирен договор (1856)
Вижте пояснителната страница за други значения на Парижки мирен договор.
Парижкият мирен договор е подписан на 30 март 1856 г. в Париж на конгрес, открит на 25 февруари 1856 г. Договорът слага край на Кримската война между Русия и съюза между Османската империя, Сардинското кралство, Втората френска империя и Британската империя, като отслабва международното влияние на Русия в Европа и довежда до изостряне на Източния въпрос.
Всички държави се задължават да не се намесват във вътрешните работи на Османската империя. Молдова и Влашко остават под нейна юрисдикция, но им се гарантира независима конституция. Русия отстъпва на Молдова част от южна Бесарабия с територии, населени предимно с български преселници, установени там в началото на XIX в. Техен център е град Болград.
Черно море става неутрална територия, открито за търговско корабоплаване на всички страни, но затворено за всички военни кораби, а по неговите брегове се забранява изграждането на укрепления и разполагане на въоръжени сили. Река Дунав се обявява за международен плавателен път под контрола на международна комисия.
С договора се потвърждава съставеният същата година султански указ Хатихумаюн, с който се декларира равенство между мюсюлмани и християни и допускане на последните до военна служба и военно обучение, равно данъчно облагане за всички поданици и създаване на смесени съдилища. Създават се банки и съвременна кредитна система и се открива път за проникване на западните капитали в Османската империя.
Във втората част на договора между Австрия, Великобритания и Франция, подписана на 15 април 1856 г., се изразява готовността тези три страни да защитават клаузите на Парижкия мирен договор дори с цената на въоръжена намеса срещу нарушителя. Също така е подписана Парижка декларация за морското право (на английски: Paris Declaration Respecting Maritime Law, 16 април 1856 г.) за отмяна на каперството.